# マズィル

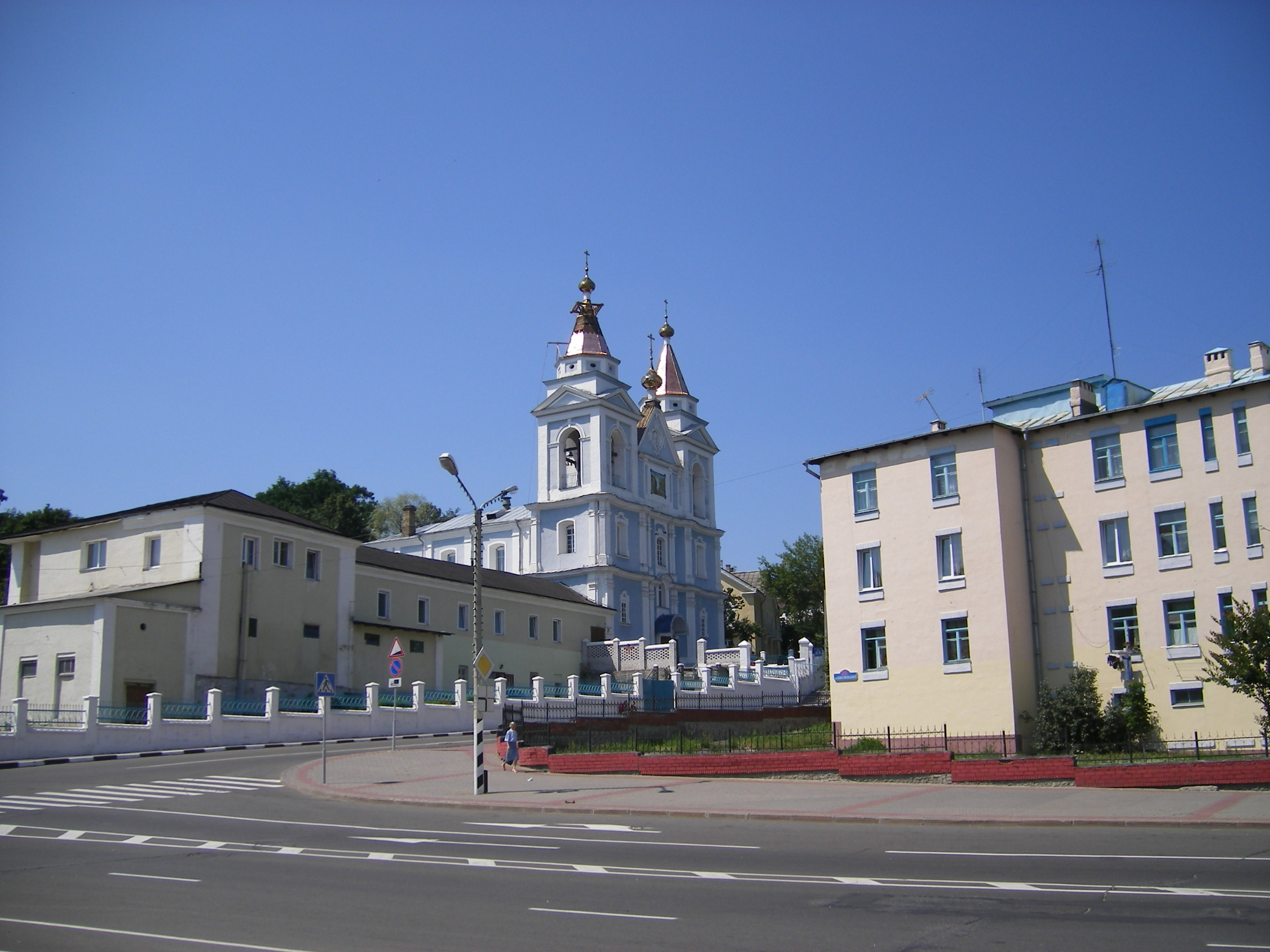
聖ミカエル教会

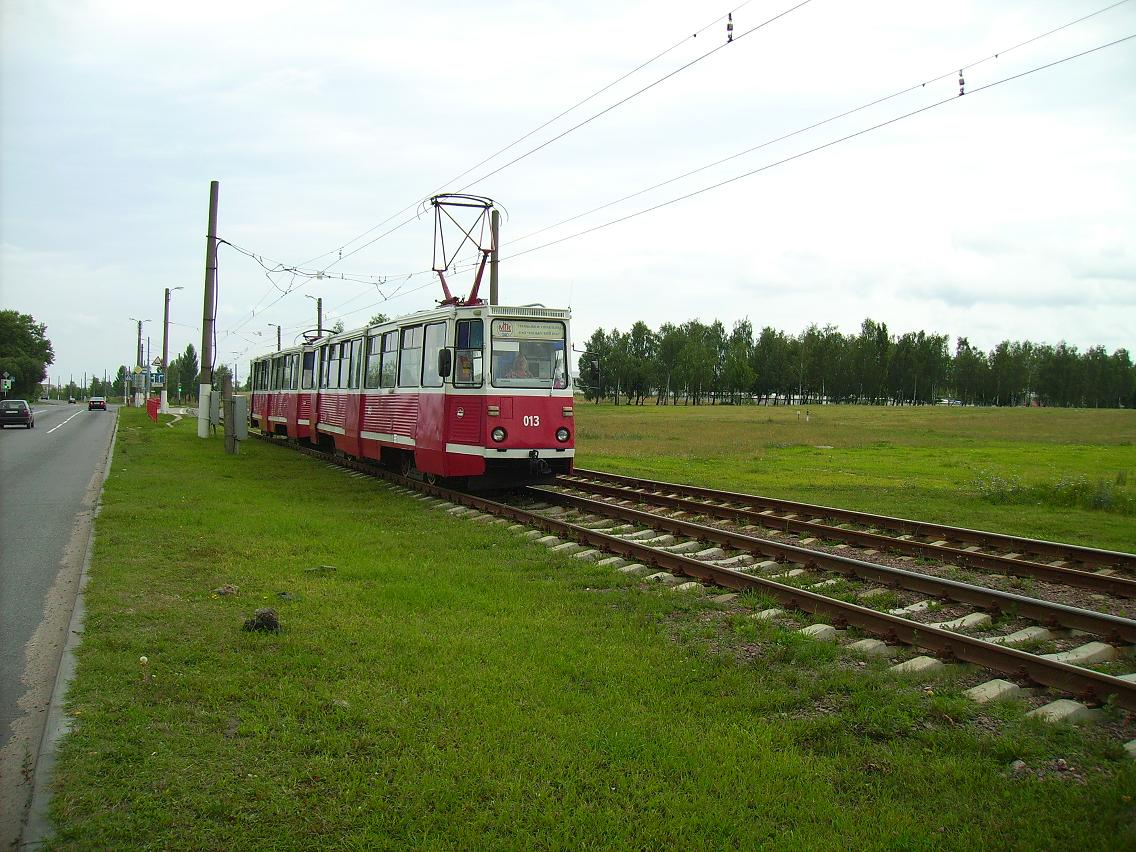
市内を走る電車（マズィル市電）

マズィル（ベラルーシ語: Мазыр、英: Mazyr、Mozyr）は、ベラルーシのホメリ州にある都市。モジル（ロシア語: Мозырь）、マジルなどとも表記される。首都ミンスクの東210km、チェルノブイリの北西100kmに位置し、プリピャチ川に面している。人口は2013年の推計で約10万人だが、都市圏になると対岸のカリンカヴィチなども含まれるため約15万人になる。
ベラルーシの石油精製、機械製造、食品加工の中心として知られている。同国最大の製油所が置かれ、年間1800万トンを精製している。ロシアから伸びるドルジバパイプラインがこの地で二本に分かれており、一本はポーランドへ、もう一本はウクライナへ伸びている。
プリピャチ川の右岸にある高さ80mほどの丘に街は築かれている。この丘は氷河の作用でできたもので、川のあたりにはかつて氷河があった。また、両岸は砂質で、いくつもの渓谷があり中には長さ2.5km以上、最大幅200mという大きなものもある。渓谷の1つは保留地に指定されており、また近くのいくつかの渓谷にはスキーリフトが備え付けられ冬にはスキー客でにぎわう。
かつてマズィルには多くのユダヤ人が住んでいたが、第二次世界大戦中にナチスによってその多くが殺された。街にはそのことを記念したモニュメントがいくつかある。その後の共産党による一党独裁時には他のソ連の都市と同様にユダヤ人の多くがイスラエルやアメリカ合衆国などの海外に移り住んだ。
1986年のチェルノブイリ原子力発電所事故ではこの地にも多量の放射能が降り注ぎ、大きな被害が出た。

## 人口
| 西暦   | ユダヤ人の数 | 総人口 | ユダヤ人率 | 備考 |
| ------ | ------------ | ------ | ---------- | --- |
| 1897年 | 5631         | 8076   | 69.73%     | 1897年ロシア帝国国勢調査 |
| 1927年 | 6000以下     | 14300  | 42%        | 1927年ソ連国勢調査 |
| 1939年 | 6307         | 17500  | 36.04%     | 第二次世界大戦の直前 |
| 1970年 | 4300         | 48000  | 8.96%      | 1970年ソ連国勢調査。ユダヤ人はホロコーストや大戦後にミンスク、モスクワ、レニングラード（現 サンクトペテルブルク）などの大都市に転出したことで減少した |
| 1979年 | 3600         | 105882 | 3.40%      | 1979年ソ連国勢調査。ユダヤ人はアメリカ合衆国やイスラエルなどへの移民により減少した                                                                    |
| 1989年 | 3200         | 128000 | 2.50%      | 1989年ソ連国勢調査。ユダヤ人はアメリカ合衆国やイスラエルなどへの移民により減少した                                                                    |
| 1999年 | 565          | 114000 | 0.50%      | ユダヤ人はアメリカ合衆国やイスラエルなどへの移民により減少した                                                                                        |
| 2004年 | 500以下      | 111500 | 0.45%      | |

## 事件
2008年、マズィル精神病院の患者らが庭でロシアンルーレットを行っているところをカメラが捉えた。そのゲームで一人の患者が死に、彼らがどのようにして銃を手に入れたのかで大論争になった。警備員はこの事件について問われたが告発はされなかった。

## 国際フェスティバル「Hey, Rocknem!」
マズィルはホメリ一帯におけるモダンロック音楽の中心地で、2003年から音楽の国際フェスティバルが催されている。石油精製プラント、ビール醸造所、マルチメディア、新聞社など幅広い分野の事業所がスポンサーになっている。フェスティバルには40以上のロックバンドがステージに登場し、街の主要な文化イベントになっている。ベラルーシのハードロック音楽の先駆者でそのトップに立つローカルバンド、Otrazhenie（反射 の意）も参加し、フェスティバルに貢献している。

## 姉妹都市
- エゴリエフスク、ロシア
- セヴェロドヴィンスク、ロシア
- Strakonice、チェコ
- コーロステニ、ウクライナ
- Khartsyzk、ウクライナ
- ニジィン、ウクライナ

## 出身有名人
- ジョージ・ド・モーレンシルト - 石油地質学者、ケネディ大統領暗殺事件直前、リー・ハーヴェイ・オズワルドと交友を結んでいた人物